# Denscantia macrobracteata
Denscantia macrobracteata är en måreväxtart som beskrevs av Elsa Leonor Cabral och Nélida María Bacigalupo. Denscantia macrobracteata ingår i släktet Denscantia och familjen måreväxter. Inga underarter finns listade i Catalogue of Life.